# Fato jurídico
Um fato jurídico (português brasileiro) ou facto jurídico (português europeu) é todo o acontecimento de origem natural ou humana que gere consequências jurídicas. Segundo a Teoria Tridimensional do Direito, de Miguel Reale, ao lado da norma e do valor, o fato é elemento constitutivo do próprio direito.
«O fato jurídico, estribado no direito objetivo, dá azo a que se crie a relação jurídica, que submete certo objeto ao poder de determinado sujeito. A esse poder se denomina direito subjetivo.»
Nem todo fato jurídico faz nascer ou perecer um direito, posto que às vezes atua sobre uma relação jurídica já existente. «Fatos jurídicos seriam os acontecimentos, previstos em norma de direito, em razão dos quais nascem, se modificam, subsistem e se extinguem as relações jurídicas.» O fato jurídico lato sensu é o elemento que dá origem aos direitos subjetivos «impulsionando a criação da relação jurídica».
Fato, tout court, é qualquer acontecimento. Mas nem todos os acontecimentos são relevantes para o direito, pois não criam, extinguem ou modificam situações jurídicas. Apenas aqueles fatos que produzem efeitos na seara do direito são chamados fatos jurídicos.
Assim, segundo a doutrina, pode-se conceituar fato jurídico como sendo todo o acontecimento, natural ou humano, capaz de criar, conservar, modificar, ou extinguir relações ou situações jurídicas.

## Origem do conceito
O conceito de fato jurídico é obra de Savigny, tendo nascido junto com o conceito de relação jurídica. Embora os romanos não tenham realizado um sistema de direito, foi a partir da sistematização do direito romano e dos costumes que o conceito nasceu, a partir das contribuições pandectistas da Escola Histórica do Direito.

## Espécies
Os fatos jurídicos em sentido amplo dividem-se em fatos jurídicos em sentido estrito (fatos naturais) e ato jurídico (fatos humanos).

### Fato jurídico em sentido estrito
Fato jurídico em sentido estrito é o fato causado pela natureza que repercute no âmbito jurídico. É o caso, por exemplo, de um incêndio, de um alagamento, a maioridade atingida, etc.
«Todo fato jurídico em que, na composição do seu suporte fáctico, entram apenas fatos da natureza, independentes de ato humano como dado essencial.»

### Ato Jurídico
Ato jurídico em sentido amplo é aquele fato que, decorrente da vontade humana, produz efeitos jurídicos. Destarte, trata-se de duas vontades distintas: a primeira diz respeito ao comportamento a ser realizado; a segunda refere-se diretamente aos efeitos jurídicos produzidos, ou melhor, à possibilidade de modificação ou determinação da repercussão jurídica que terá determinado ato.
Subdivide-se em ato jurídico em sentido estrito, negócio jurídico e ato ilícito.

#### Ato jurídico em sentido estrito
Relativamente ao ato jurídico em sentido estrito, diferencia-se do negócio jurídico em razão de que a vontade do agente não pode modificar os efeitos jurídicos, já previstos em lei. Nesses atos o elemento vontade é irrelevante, porque os efeitos advém da lei.
"atos meramente lícitos, em que o efeito jurídico alcançado não é perseguido pelo agente."

#### Ato ilícito
"Em direito existe um dever legal amplo de não lesar, a que corresponde uma obrigação de indenizar por parte de quem infringiu (..)"
Ato ilícito é a conduta praticada por uma pessoa, subordinada ao ordenamento jurídico, que contraria a norma jurídica. Está classificado entre os atos jurídicos porque o agente realiza dolosa ou culposamente uma ação (elemento volitivo). No entanto, os efeitos produzidos não são aqueles por ele esperados.
Por tratar-se de ato eivado de ilicitude, alguns autores não o admitem como parte do plano dos fatos jurídicos.
Todavia, a corrente majoritária, entende correto o enquadramento dos atos ilícitos no plano dos atos jurídicos em sentido amplo, tendo em vista que a ação contraria à lei gera a obrigação de indenizar aquele que sofreu o prejuízo.
São exemplos de atos ilícitos: ladrão que furta joia desejando tornar-se proprietário. O fim almejado é ofuscado pelo dever de reparar o dano causado; Aquele que sofre esbulho tem o direito de ser reintegrado em sua posse, bem como indenizado.

## Classificação
- Fato aquisitivo: É todo o fato que cria direito.
- Fato modificativo: É todo o fato que modifica o direito.
- Fato extintivo: É todo o fato que extingue um direito.
- Fato conservativo: É todo o fato que conserva um direito.

- Fato natural: É aquele que ocorre sem a intervenção da vontade humana, decorre de um fenômeno natural (fato jurídico stricto sensu). Os fatos jurídicos naturais podem ser: ordinários, como o nascimento, que marca o início da personalidade do homem, e a morte, que põe termo à personalidade jurídica; ou extraordinários (caso fortuito ou força maior), como tempestades e furacões. Todos esses eventos são geradores de efeitos jurídicos, v.e. o nascimento de alguém faz nascer a personalidade jurídica, tornando o indivíduo sujeito de direitos e obrigações.
- Fato humano: Os fatos jurídicos humanos, ou atos jurídicos em sentido amplo, compreendem: os atos jurídicos em sentido estrito ou meramente lícitos, cujos efeitos jurídicos derivam fundamentalmente da lei, como o registro civil; e os negócios jurídicos, nos quais os efeitos são resultado principalmente da manifestação de vontade dos agentes, como o contrato. Os fatos jurídicos humanos podem ser ainda lícitos, quando realizado em conformidade com o ordenamento jurídico, ou ilícitos, quando realizado em desconformidade com o ordenamento jurídico.

O fato jurídico humano pode ser a) voluntário, hipótese na qual os efeitos gerados são os esperados pelo agente. Nesse caso «se tem o ato jurídico em sentido amplo, que abrange: o ato jurídico em sentido estrito, se objetivar a mera realização da vontade do agente (perdão, ocupação, confissão etc) e o negócio jurídico, se procura criar normas para regular o interesse das partes, harmonizando vontades que, na  aparência, parecem antagônicas (testamento, contratos, adoção etc); e b) involuntário, se acarretar consequências jurídicas alheias à vontade do agente, hipótese em que se configura o ato ilícito».

## Efeitos
Conforme o exposto, os fatos que originam efeitos jurídicos são denominados fatos jurídicos, podendo ser classificados e subdivididos de acordo com seus elementos principais. Assim, os fatos jurídicos podem ser meio de aquisição, modificação ou extinção de direitos, classificando-os da seguinte forma:
a.	Aquisição: adquirem-se os direitos reais e pessoais.
- Originária: o direito surge pela primeira vez na pessoa do adquirente, sendo adquirido em toda sua plenitude. P.e. usucapião.
- Derivada: funda-se na ideia de relação de precedente e consequente sujeito de direito. O direito adquirido transmite-se com as mesmas qualidades, condições e restrições quando com o transmitente. P.e. sucessão.
- Gratuita: não há contraprestação
- Onerosa: há contraprestação. P.e. avulsão.
- Título universal: transmissão de todo o patrimônio do indivíduo ou de uma de suas partes constituída em universalidade de direito.
- Título singular: transmissão de bens determinados

Os direitos podem ser adquiridos mediante ato do adquirente; por intermédio de outrem ou por fato jurídico stricto sensu. A primeira pressupõe declaração de vontade emitida por pessoa capaz, observando as formalidades legais. A segunda forma se dá mediante representação legal (pátrio poder, tutela ou curatela) ou convencional (por vontade do representado por meio do instrumento de procuração).
b.	Conservação, transferência e modificação de direitos
c.	Extinção: são modos de extinção de direitos a alienação – transferência de direito de que é titular por vontade própria; renuncia; abandono – ato voluntário enquadrado na categoria de negócio jurídico, pressupondo o fato de deixar e a intenção de abandonar; perecimento do objeto; prescrição e decadência; desapropriação.